# Benedito Vaz
Benedito Vaz da Costa (Ipameri, 28 de agosto de 1913 - Brasília, 3 de outubro de 1988), foi um político brasileiro.
Elegeu-se deputado estadual pelo PSD de Goiás, em 1947. Foi líder do partido na Assembléia Legislativa. Em seguida, foi eleito deputado federal por quatro mandatos consecutivos, de 1951 a 1967, sempre pelo PSD.